# Ruptures (mensuel)
Pour les articles homonymes, voir Ruptures.
Ruptures est un mensuel français, fondé en 2015.

## Histoire
Le titre succède à Bastille-République-Nations (puis Le Nouveau Bastille-République-Nations), fondé en décembre 2000 et basé sur la même ligne éditoriale,.

## Ligne éditoriale
Le journal se présente comme « progressiste radicalement eurocritique » et souverainiste.
Le blog, d'inspiration communiste libertaire, Confusionnisme.info juge en revanche que sa ligne est ambiguë et cultive « un nationalisme bon teint mâtiné de protectionnisme et de républicanisme ».
Le journal se propose de placer la question de l'appartenance de la France à l'UE au centre du débat public.
Du point de vue des animateurs du journal, cette question est fondamentale pour comprendre les politiques publiques à l’œuvre en France depuis la ratification du traité de Maastricht par voie référendaire le 20 septembre 1992.
Le journal appelle donc clairement à un retour de l'Etat et à une restauration de ses moyens d'action dans le cadre de la Nation, envisagée comme espace naturel de l'expression démocratique.

## Équipe
- Rédaction en chef : Pierre Lévy ;
- Journalistes :
  - Laurent Dauré ;
  - Bruno Drweski ;
  - Nicolas Girault ;
  - Bastien Gouly ;
  - Vanessa Ikonomov ;
  - Julien Lessors ;
  - Fabien Rives (également community manager).